# 1157
Il 1157 (MCLVII in numeri romani) è un anno  del XII secolo.

## Eventi
- Gli studi più recenti collocano in questa data la redazione del Ritmo laurenziano, uno dei primi testi in volgare della letteratura italiana.

## Nati
- 8 settembre - Alexander Neckam, scienziato, letterato e abate inglese († 1217)
- 8 settembre - Riccardo I d'Inghilterra, re britannico († 1199)
- Alfonso II d'Aragona, sovrano († 1196)
- Eystein Meyla, norvegese († 1177)
- Hōjō Masako, politica giapponese († 1225)
- Kenreimon-in Ukyō no Daibu, poeta giapponese
- Leopoldo V di Babenberg, nobile austriaco († 1194)
- Teresa del Portogallo, principessa portoghese († 1218)

## Morti
- 5 febbraio - Corrado di Meißen, nobile tedesco
- 10 febbraio - Guglielmo di Malavalle, religioso e santo francese
- 8 maggio - Ahmed Sanjar, sultano turco (n. 1086)
- 15 maggio - Jurij Dolgorukij di Kiev, principe
- 5 agosto - Teodorico VI d'Olanda, conte
- 9 agosto - Canuto V di Danimarca, sovrano danese
- 16 agosto - Ramiro II d'Aragona, re (n. 1086)
- 19 agosto - Guerrico d'Igny, abate francese
- 21 agosto - Alfonso VII di León, sovrano (n. 1105)
- 29 settembre - Mabel Fitzhamon, nobile (n. 1090)
- 23 ottobre - Sweyn III di Danimarca, re danese (n. 1125)
- 20 novembre - Fulcherio di Angoulême, arcivescovo cattolico francese
- Costantino IV di Costantinopoli, arcivescovo ortodosso bizantino
- Fujiwara no Motohira, militare giapponese (n. 1105)
- Guerino FitzGerold Ciambellano, nobile e cavaliere medievale britannico (n. 1128)
- Guido Guerra II Guidi, nobile franco
- Ugo di La Certa, monaco cristiano francese (n. 1071)
- Øystein II di Norvegia, re norvegese (n. 1125)
- Eustace fitz John, nobile inglese
- Muhammad ibn Munqidh, politico siriano

## Calendario
| Calendario 1157 | Calendario 1157 | Calendario 1157 | Calendario 1157 | Calendario 1157 | Calendario 1157 | Calendario 1157 | Calendario 1157 | Calendario 1157 | Calendario 1157 | Calendario 1157 | Calendario 1157 | Calendario 1157 | Calendario 1157 | Calendario 1157 | Calendario 1157 | Calendario 1157 | Calendario 1157 | Calendario 1157 | Calendario 1157 | Calendario 1157 | Calendario 1157 | Calendario 1157 | Calendario 1157 | Calendario 1157 | Calendario 1157 | Calendario 1157 | Calendario 1157 | Calendario 1157 | Calendario 1157 | Calendario 1157 | Calendario 1157 | Calendario 1157 |
| --------------- | --------------- | --------------- | --------------- | --------------- | --------------- | --------------- | --------------- | --------------- | --------------- | --------------- | --------------- | --------------- | --------------- | --------------- | --------------- | --------------- | --------------- | --------------- | --------------- | --------------- | --------------- | --------------- | --------------- | --------------- | --------------- | --------------- | --------------- | --------------- | --------------- | --------------- | --------------- | --------------- |
|                 | 1               | 2               | 3               | 4               | 5               | 6               | 7               | 8               | 9               | 10              | 11              | 12              | 13              | 14              | 15              | 16              | 17              | 18              | 19              | 20              | 21              | 22              | 23              | 24              | 25              | 26              | 27              | 28              | 29              | 30              | 31              |                 |
| Gennaio         | Ma              | Me              | Gi              | Ve              | Sa              | Do              | Lu              | Ma              | Me              | Gi              | Ve              | Sa              | Do              | Lu              | Ma              | Me              | Gi              | Ve              | Sa              | Do              | Lu              | Ma              | Me              | Gi              | Ve              | Sa              | Do              | Lu              | Ma              | Me              | Gi              |                 |
| Febbraio        | Ve              | Sa              | Do              | Lu              | Ma              | Me              | Gi              | Ve              | Sa              | Do              | Lu              | Ma              | Me              | Gi              | Ve              | Sa              | Do              | Lu              | Ma              | Me              | Gi              | Ve              | Sa              | Do              | Lu              | Ma              | Me              | Gi              |                 |                 |                 |                 |
| Marzo           | Ve              | Sa              | Do              | Lu              | Ma              | Me              | Gi              | Ve              | Sa              | Do              | Lu              | Ma              | Me              | Gi              | Ve              | Sa              | Do              | Lu              | Ma              | Me              | Gi              | Ve              | Sa              | Do              | Lu              | Ma              | Me              | Gi              | Ve              | Sa              | Do              |                 |
| Aprile          | Lu              | Ma              | Me              | Gi              | Ve              | Sa              | Do              | Lu              | Ma              | Me              | Gi              | Ve              | Sa              | Do              | Lu              | Ma              | Me              | Gi              | Ve              | Sa              | Do              | Lu              | Ma              | Me              | Gi              | Ve              | Sa              | Do              | Lu              | Ma              |                 |                 |
| Maggio          | Me              | Gi              | Ve              | Sa              | Do              | Lu              | Ma              | Me              | Gi              | Ve              | Sa              | Do              | Lu              | Ma              | Me              | Gi              | Ve              | Sa              | Do              | Lu              | Ma              | Me              | Gi              | Ve              | Sa              | Do              | Lu              | Ma              | Me              | Gi              | Ve              |                 |
| Giugno          | Sa              | Do              | Lu              | Ma              | Me              | Gi              | Ve              | Sa              | Do              | Lu              | Ma              | Me              | Gi              | Ve              | Sa              | Do              | Lu              | Ma              | Me              | Gi              | Ve              | Sa              | Do              | Lu              | Ma              | Me              | Gi              | Ve              | Sa              | Do              |                 |                 |
| Luglio          | Lu              | Ma              | Me              | Gi              | Ve              | Sa              | Do              | Lu              | Ma              | Me              | Gi              | Ve              | Sa              | Do              | Lu              | Ma              | Me              | Gi              | Ve              | Sa              | Do              | Lu              | Ma              | Me              | Gi              | Ve              | Sa              | Do              | Lu              | Ma              | Me              |                 |
| Agosto          | Gi              | Ve              | Sa              | Do              | Lu              | Ma              | Me              | Gi              | Ve              | Sa              | Do              | Lu              | Ma              | Me              | Gi              | Ve              | Sa              | Do              | Lu              | Ma              | Me              | Gi              | Ve              | Sa              | Do              | Lu              | Ma              | Me              | Gi              | Ve              | Sa              |                 |
| Settembre       | Do              | Lu              | Ma              | Me              | Gi              | Ve              | Sa              | Do              | Lu              | Ma              | Me              | Gi              | Ve              | Sa              | Do              | Lu              | Ma              | Me              | Gi              | Ve              | Sa              | Do              | Lu              | Ma              | Me              | Gi              | Ve              | Sa              | Do              | Lu              |                 |                 |
| Ottobre         | Ma              | Me              | Gi              | Ve              | Sa              | Do              | Lu              | Ma              | Me              | Gi              | Ve              | Sa              | Do              | Lu              | Ma              | Me              | Gi              | Ve              | Sa              | Do              | Lu              | Ma              | Me              | Gi              | Ve              | Sa              | Do              | Lu              | Ma              | Me              | Gi              |                 |
| Novembre        | Ve              | Sa              | Do              | Lu              | Ma              | Me              | Gi              | Ve              | Sa              | Do              | Lu              | Ma              | Me              | Gi              | Ve              | Sa              | Do              | Lu              | Ma              | Me              | Gi              | Ve              | Sa              | Do              | Lu              | Ma              | Me              | Gi              | Ve              | Sa              |                 |                 |
| Dicembre        | Do              | Lu              | Ma              | Me              | Gi              | Ve              | Sa              | Do              | Lu              | Ma              | Me              | Gi              | Ve              | Sa              | Do              | Lu              | Ma              | Me              | Gi              | Ve              | Sa              | Do              | Lu              | Ma              | Me              | Gi              | Ve              | Sa              | Do              | Lu              | Ma              |                 |